# Mięsień poprzeczny języka

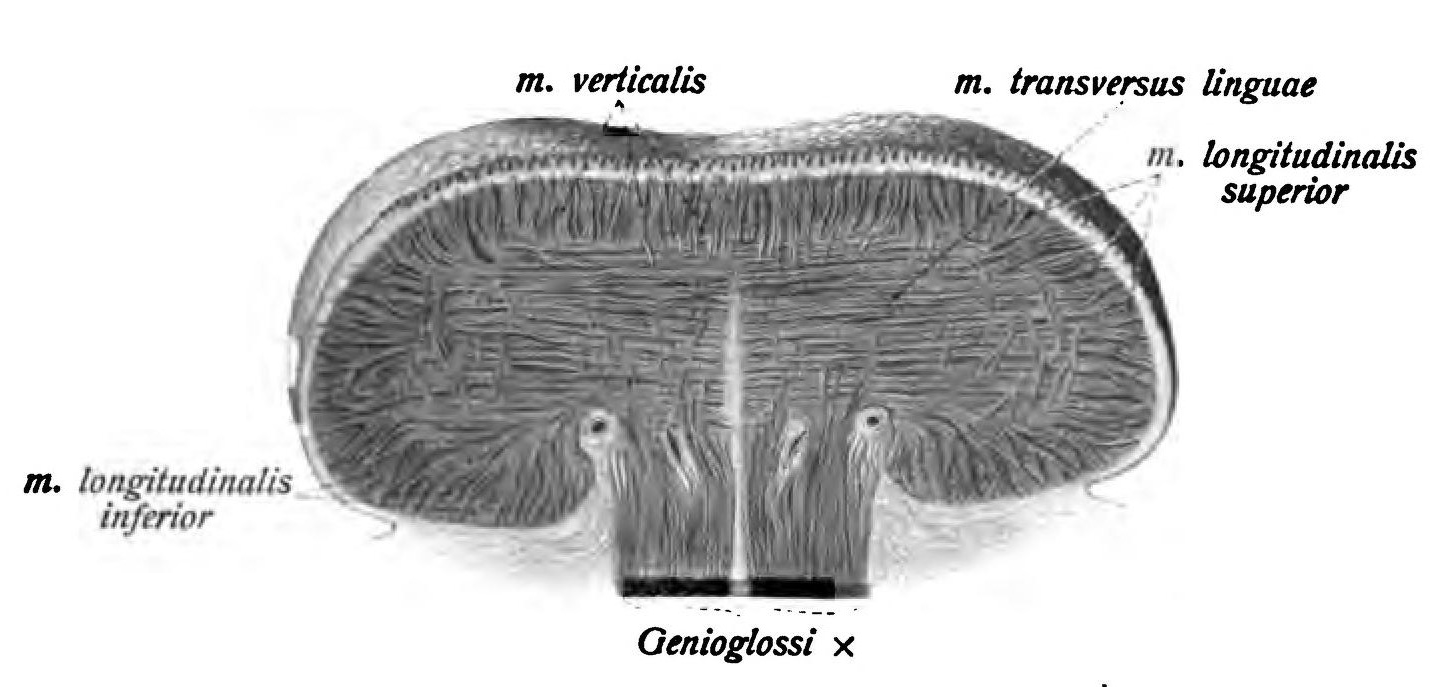
Przekrój poprzeczny przez język. Mięsień poprzeczny języka podpisany m. transversus linguae.

Mięsień poprzeczny języka (łac. musculus transversus linguae) – w anatomii człowieka jeden z mięśni wewnętrznych języka, położony pod mięśniem podłużnym górnym. Jego włókna biegną w poprzek języka, krzyżując się z włóknami mięśnia pionowego języka i mięśnia bródkowo-językowego. W okolicy wierzchołka języka mięsień przebiega przez całą jego szerokość, w pozostałej części przedzielony jest w linii pośrodkowej przez przegrodę języka, do której się przyczepia. Mięsień ten zwęża język, wypukla i wpukla go tworząc podłużną rynienkę. Otrzymuje włókna ruchowe od nerwu podjęzykowego.